# Мимидзука
Мимидзука (на японски: 耳塚) е паметник в Киото, Япония. Той е посветен на японското нашествие в Корея през 1592-1598 година, по времето на Тойотоми Хидейоши.
Името на паметника означава „Могила на ушите“ и в него са вградени ушите и носовете на около 38 хиляди убити корейци. Традиционно самураите прибират от бойното поле главите на убитите противници като доказателство за своите подвизи.
Поради големия брой на жертвите и недостатъчното пространство на корабите при войната в Корея са върнати не главите, а само части от тях. Те са пренесени в Япония в бъчви със солена вода, като е възможно част от трофеите да са изоставени в Корея.